# Elecciones municipales de La Matanza de 2017
Las elecciones en el partido de La Matanza de 2017 se realizaron el 22 de octubre junto con las elecciones nacionales y provinciales. Ese día se eligieron concejales y consejeros escolares. Estuvieron habilitados para votar más de un millón de electores en 3.064 mesas.

## Contexto
El Partido Justicialista gobierna el municipio desde el regreso de la democracia en 1983. Las únicas elecciones que perdió en este periodo fueron las legislativas de 1985. Verónica Magario es la intendenta del partido desde que ganó las elecciones municipales en 2015 con el 47.74% de los votos. Unidad Ciudadana triunfo en las localidades de Laferrere,Virrey del Pino,Rafael Castillo y Cambiemos ganó en Ramos Mejia,San Justo,Lomas de Mirador , Ciudad Celina y Tapiales

## Renovación del Concejo Deliberante
En los comicios se renovó la mitad del Concejo Deliberante, que cuenta con 24 bancas:
| Bloque | Bloque            | Bancas obtenidas | Bancas totales |
| ------ | ----------------- | ---------------- | -------------- |
|        | Unidad Ciudadana  | 6                | 12             |
|        | Cambiemos         | 2                | 4              |
|        | Nueva Dirigencia  | 2                | 4              |
|        | Frente Renovador  | 1                | 2              |
|        | Red por Argentina | 1                | 2              |
| Total  | Total             | 12               | 24             |